# Rota 15 (Paraguai)
A Rota Nacional PY15, também conhecida como "Rota Bioceánica" é uma estrada que liga Carmelo Peralta, (fronteira com Mato Grosso do Sul, Brasil) com a cidade de Pozo Hondo (fronteira com Salta, Argentina). Possui uma extensão de 531 km. No início do trecho encontra-se em construção um ponte internacional que ligará Carmelo Peralta com Porto Murtinho, Brasil.
Estima-se que esta rodovia se tornará uma das mais importantes da região e será um grande centro logístico, pois ligará os portos chilenos de Antofagasta e Iquique sobre o oceano Pacífico e o porto brasileiro de Santos sobre o oceano Atlántico.
Em fevereiro de 2022, o Paraguai inaugurou 275 km da estrada (cerca de metade do percurso), ligando Carmelo Peralta (Alto Paraguai), na fronteira com o Brasil, a Loma Plata (Boquerón), no centro do país.

## Municípios atravessados pela rodovia
Os municípios mais populares pelas que atravessa são:
| Quilómetro | Localidade              | Departamento  | Interseção |
| ---------- | ----------------------- | ------------- | ---------- |
| 0          | Carmelo Peralta         | Alto Paraguai |            |
| 245        | Fortín Tenente Montanía | Alto Paraguai | PY16       |
| 313        | Mariscal Estigarribia   | Boquerón      | PY09       |
| 531        | Pozo Hondo              | Boquerón      | PY12       |

## Extensão
| Departamento  | km  |  |  |
|               |     |  |  |
| Alto Paraguai | 245 |  |  |
| Boquerón      | 286 |  |  |
|               |     |  |  |
| Total         | 531 |  |  |